# Bilca
Bilca est une commune roumaine située dans le județ de Suceava.